# Vecinos (Salamanca)
Vecinos ist ein westspanischer Ort und eine  Gemeinde (municipio) mit 219 Einwohnern (Stand: 2024) in der Provinz Salamanca im Westen der Autonomen Region Kastilien-León. Zur Gemeinde gehören auch mehrere bereits oder fast aufgegebene Weiler (despoblados).

## Lage und Klima
Der Ort Vecinos liegt im weitgehend ebenen Zentrum der Provinz Salamanca in einer Höhe von ca. 900 m; die Provinzhauptstadt Salamanca befindet sich knapp 30 km (Fahrtstrecke) nordöstlich. Das Klima im Winter ist wegen der Höhenlage durchaus kühl, im Sommer dagegen warm; Regen (ca. 490 mm/Jahr) fällt überwiegend im Winterhalbjahr.

## Bevölkerungsentwicklung
| Jahr      | 1857 | 1900 | 1950 | 2000 | 2018 |
| Einwohner | 383  | 560  | 747  | 305  | 264  |

Der kontinuierliche Bevölkerungsschwund (Landflucht) seit der Mitte des 20. Jahrhunderts ist im Wesentlichen auf die Mechanisierung der Landwirtschaft sowie die Aufgabe von bäuerlichen Kleinbetrieben und den damit einhergehenden Verlust an Arbeitsplätzen zurückzuführen.

## Wirtschaft
Das wirtschaftliche Leben der Gemeinde ist in hohem Maße agrarisch orientiert – früher wurden Getreide, Weinreben etc. zur Selbstversorgung angepflanzt; Gemüse stammte aus den Hausgärten. Viehzucht (früher hauptsächlich Schafe und Ziegen, heute zumeist Rinder) wurde und wird in kleinem Umfang immer noch betrieben. Die ehemals im Ort ansässigen Kleinhändler, Handwerker sowie Dienstleister aller Art sind hingegen weitgehend verschwunden. Heute werden zahlreiche Ferienwohnungen bzw. -häuser (casas rurales) vermietet.

## Geschichte

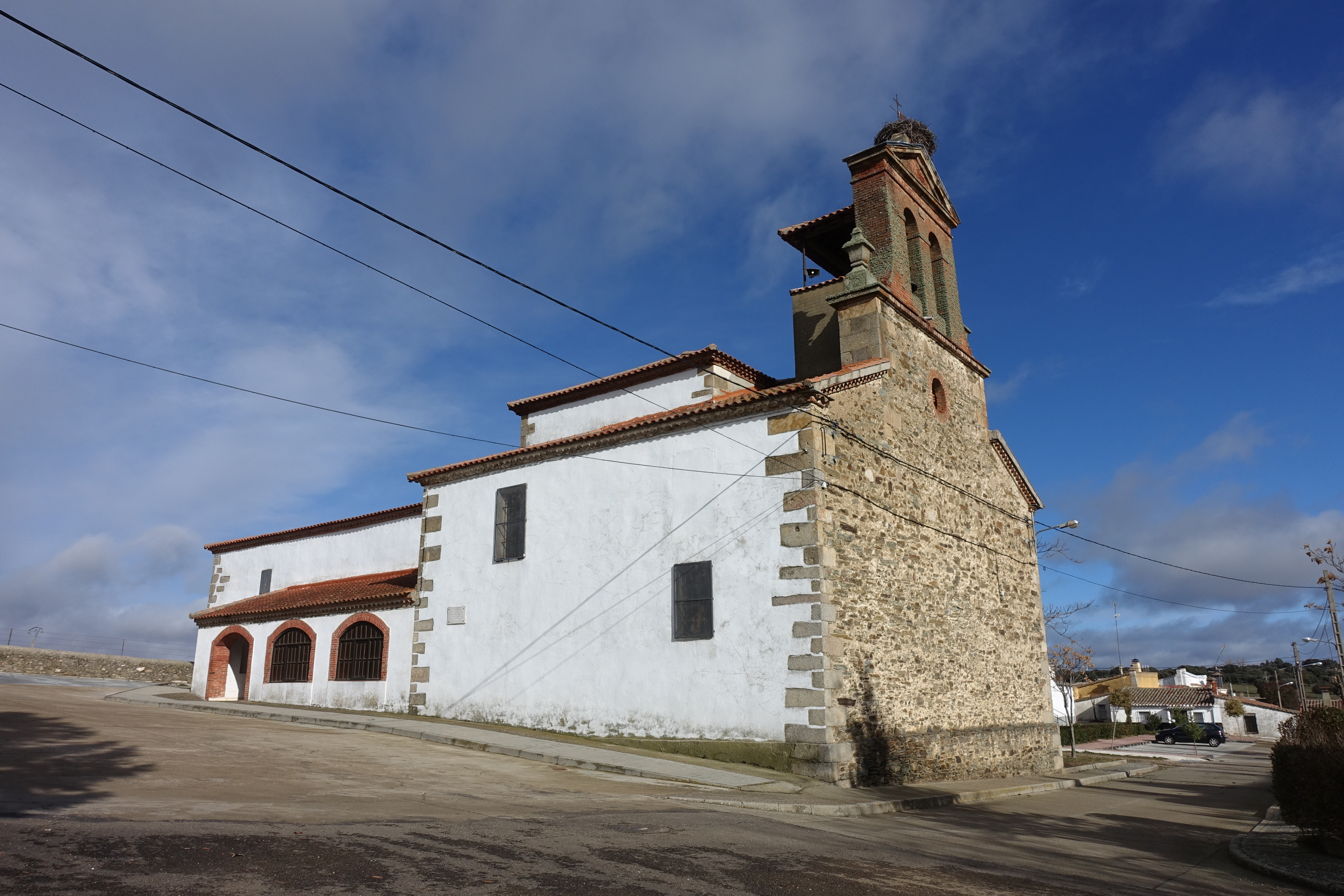
Vecinos – Kirche

Aus keltisch-vettonischer, römischer, westgotischer und maurischer Zeit sind keine Funde überliefert. Im ausgehenden 11. Jahrhundert wurde die Gegend von den Königen von León zurückerobert (reconquista) und wiederbesiedelt (repoblación).

## Sehenswürdigkeiten
Die aus dem 16. Jahrhundert stammende Iglesia de San Juan Bautista ist Johannes dem Täufer geweiht. Sie verfügt über einen unverputzten zweigeteilten Glockengiebel (espadaña) im Westen und eine Vorhalle (portico) auf der Nordseite.